# LMS 2-6-4T蒸気機関車 (ファウラー)
LMS 2-6-4T蒸気機関車（LMS 2-6-4Tじょうききかんしゃ）は、イギリスのロンドン・ミッドランド・アンド・スコティッシュ鉄道（LMS）が導入した蒸気機関車の1形式である。ヘンリー・ファウラーが設計した車輪配置 2-6-4の旅客用タンク機関車で、1927年から1934年までに125両が製造された。2395から2424までの番号が付けられた最後の30両には、サイドウィンドウとキャブへのドアが取り付けられた。LMSは本形式を出力分類で4P、イギリス国鉄では4MTに分類した。これらは、その後のイギリス国鉄4形2-6-4T蒸気機関車の基礎となった。アイルランド北部郡委員会（NCC）のNCC WT級蒸気機関車も、本形式の影響を強く受けていたが、動輪の直径はNCCの慣行に合わせて3インチ大きくなった。

## 運用
本形式の大半は、ロンドン、マンチェスター、その他の大都市の駅からの長距離通勤列車で使用されていた。Tebay機関区に配備された機関車は、LMS West Coast 本線のShapへの急な坂を上る重い乗客および貨物列車の補助機関車に使用された。シュルーズベリーからスウォンジー（ビクトリア州）までの長距離運用に使用された機関車もいた。最後の2両の機関車は1966年に廃車になった。42389号は、1952年10月8日に、トリング発ユーストン行き通勤列車の牽引中、パース発ユーストン行き急行列車にハロー&ウィールドストン駅で追突された。事故で112人が死亡した。42389号は無傷だった。
直径5フィート9インチ（1.75 m）の動輪を連ねていたにもかかわらず、本形式はユーストン発着の近郊列車で時速80マイル（130 km / h）以上をしばしば記録した。
LMSは本形式に2300–2424の番号を付け、イギリス国鉄は番号に40000を加えて42300–424とした。

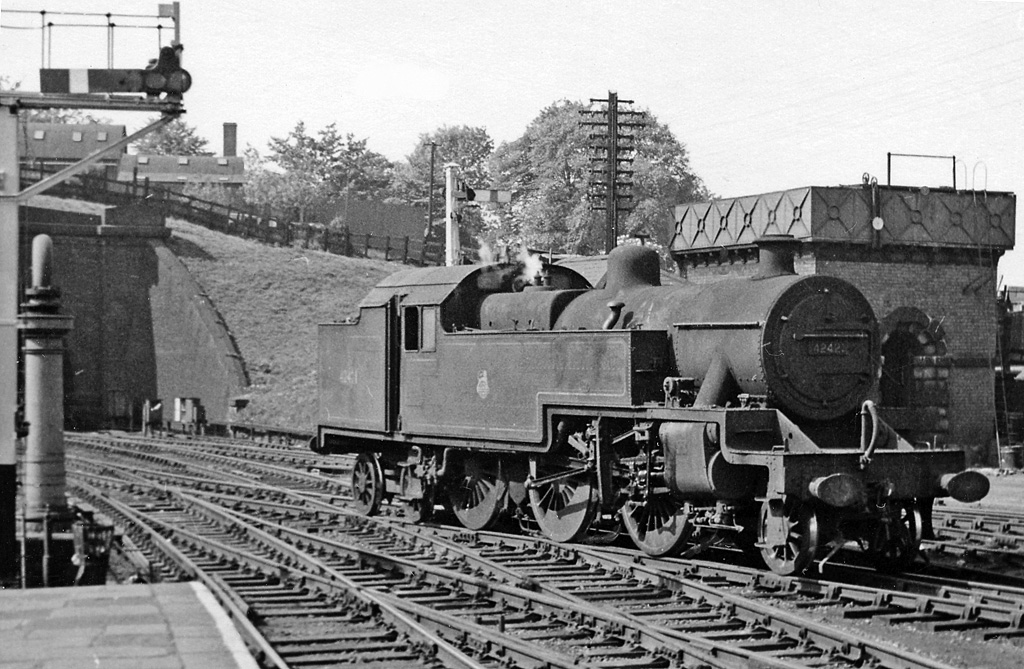
1959年のハイベルロード駅　42421号機関車-これは、後部スタイルのサイドウィンドウキャブを備えたファウラー4MTの1両。

## 保存と復元
本形式は保存されなかったが、ザ・レールウェイマガジンの2013年1月号では、復元する新しいプロジェクトが初期の研究段階にあると報じられた。
2015年5月、LMSパトリオットプロジェクトは、LMSパトリオット級蒸気機関車 45551号機(The Unknown Warrior)の完成後、2-6-4T (ファウラー)の製造に着手すると発表した。パトリオット級と同様に、本形式最後の1両である42424号機を本線運行の標準仕様で製造するが、運行は主に保存鉄道のみとなる。
本形式の設計を大きく取り入れたNCC WT級蒸気機関車の1両である4号機は、北アイルランドで最後に退役した蒸気機関車となり、アイルランド鉄道保存協会によって保存されている。4号機は2015年6月に全般検査から復帰し、現在ダブリンに拠点を置いている。